# Église Saint-Michel de Međa
Pour les articles homonymes, voir Église Saint-Michel.
L'église Saint-Michel de Međa (en serbe cyrillique : Црква Светог Михаила у Међи ; en serbe latin : Crkva Svetog Mihaila u Međi) est une église orthodoxe serbe située à Međa, dans la province autonome de Voïvodine, dans la municipalité de Žitište et dans le district du Banat central en Serbie. Elle est inscrite sur la liste des monuments culturels de grande importance de la république de Serbie (identifiant no SK 1100).

## Présentation
L'église a été construite dans la seconde moitié du XVIIIe siècle. La nef est prolongée par une abside demi-circulaire aussi large que le reste de l'édifice.
Les sculptures sur bois de l'iconostase ont été réalisées par les frères Arsenije et Aksentije Marković en 1773 dans un style qui mêle des éléments baroques stylisés et des motifs classiques. Cette iconostase a été peinte en 1779 par Dimitrije Popović qui, dans ses compositions religieuses, se montre influencé par la peinture baroque.

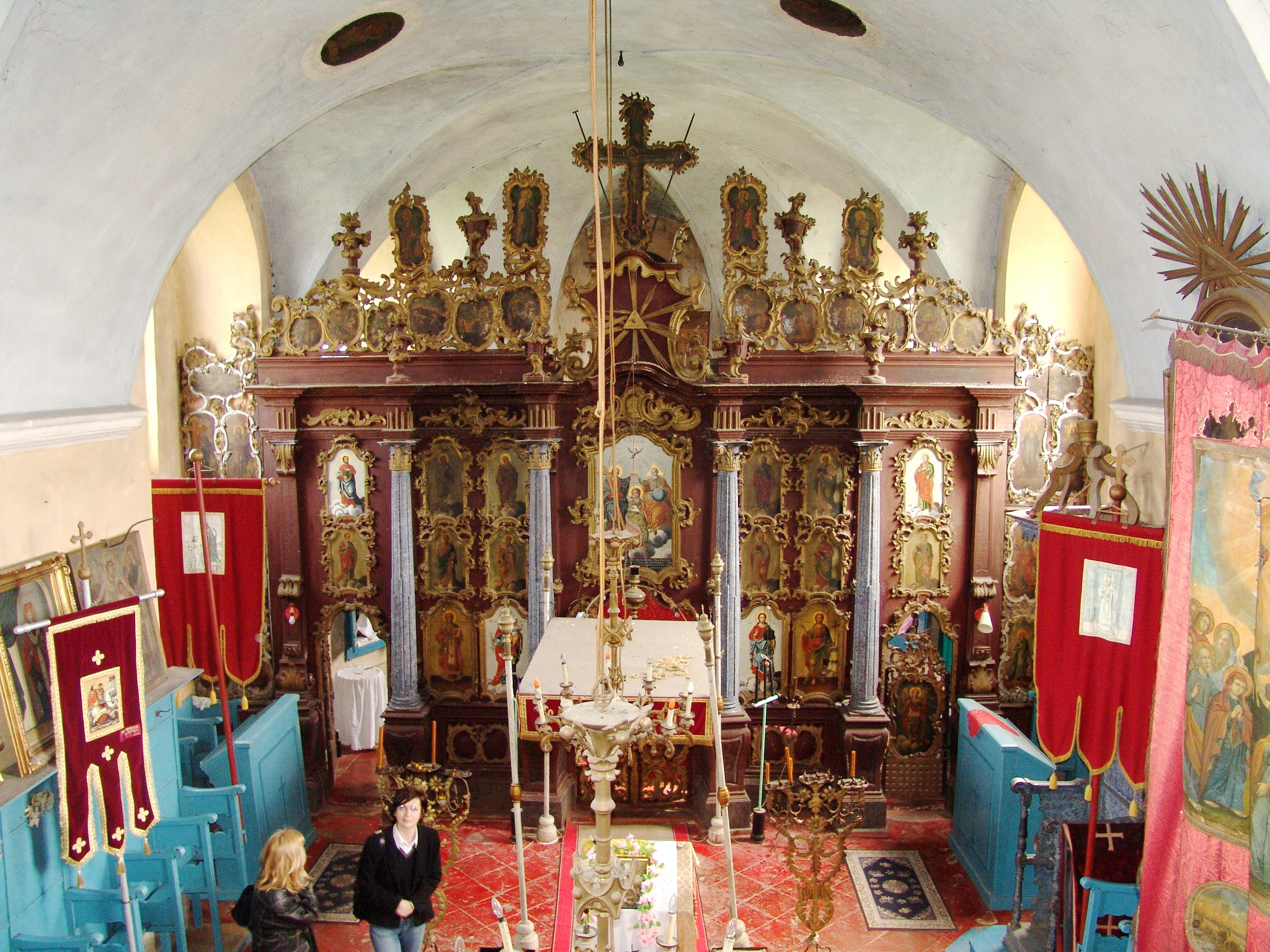
L'iconostase.
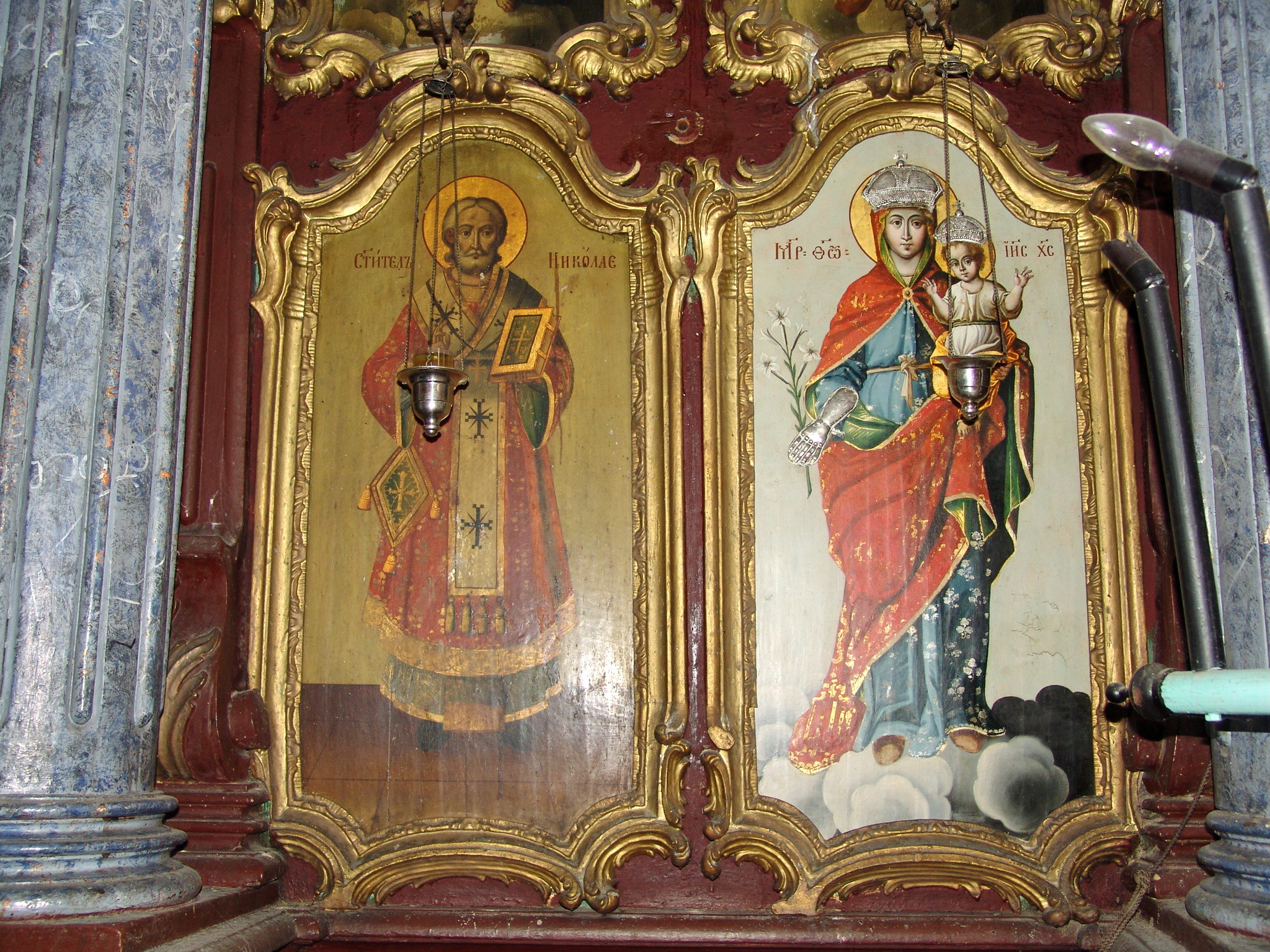
Saint Nicolas et la Mère de Dieu avec le Christ.